# Sant’Alessio Siculo-Forza d’Agrò
Sant’Alessio Siculo-Forza d’Agrò (wł. Stazione di Sant’Alessio Siculo-Forza d’Agrò) – przystanek kolejowy w Sant’Alessio Siculo, w prowincji Mesyna, w regionie Sycylia, we Włoszech. Stacja znajduje się na linii Mesyna – Syrakuzy. Obsługuje również pobliską gminę Forza d’Agrò.
Według klasyfikacji RFI ma kategorię brązową.

## Linie kolejowe
- Linia Mesyna – Syrakuzy